# Dévai Nagy Kamilla
Dévai Nagy Kamilla Anikó (Budapest, 1950. február 17. –) Liszt Ferenc-díjas magyar énekes, előadóművész, tanár, érdemes művész, a Krónikás Zenede alapító igazgatója.

## Életpályája
Szülei Nagy Imre és Makkai Kamilla. A népdalok, a balladák szeretetét otthonról örökölte. Főiskolai tanulmányait a Bartók Béla Zeneművészeti Szakiskolában végezte 1975-ben operaénekesként, Sík Olga tanítványként.  1968. november 10-én „Nyílik a Rózsa” címmel a Magyar Televízió népdalvetélkedőjén láthatta először a közönség. 1969. december 25-én a „Röpülj Páva” népdalvetélkedőn már a nyertesek között végzett. 1970–1973 között a Rajkó Zenekar szólistája volt. 1973-ban a berlini Világifjúsági és diáktalálkozón az Arany Fesztiváldíj nyertese lett. 1975-ben az USA-ban 105 nap alatt 97 koncerten énekelt a Budapest Táncegyüttes szólistájaként. 1976-ban Montréalban az olimpia egyetlen magyar kulturális küldötte volt. 1978-ban a kubai Világifjúsági és diáktalálkozón énekelt. 1979-ben debütált zeneszerzőként; elsősorban a 20. századi magyar költők verseihez írt dallamokat. Ekkor jelent meg Gyújtottam Gyertyát című nagylemeze. 1971–1995 között egész Európában fellépett, de más földrészeken is énekelt, Libanonban, Ecuadorban, Venezuelában, Kínában, Koreában, Szíriában, Észak-Amerikában, 1996-ban Ausztráliában. 1983–1993 között a Honvéd Művészegyüttes szólistája volt. 1991–1995 között havonta saját műsort készített a rádióban. 1994–1996 között a törökbálinti Szőnyi Erzsébet Zeneiskolában énekes-gitáros előadóművészetet tanított. 1996-ban megnyitotta Közép-Európa első énekes-gitáros előadóművész-képző iskoláját, a Krónikás Zenedét, ami Európában egyedülálló. Dévai Nagy Kamilla 34 nyelven énekel. (Az egyetlen magyar előadóművész, aki bekerült 1995-ben a Guinness Rekordok Könyvébe.) 2015 tavaszán jelent meg az énekesnő 21. lemeze.

## Magánélete
Első férje Dévai György villamosmérnök volt, akitől két fia született: Balázs Áron (1972) és Bálint Ábel (1976). Később hat éves kapcsolat fűzte Oszter Sándorhoz, majd öt évig Pelsőczy László felesége volt.

## Lemezei
- Gyújtottam gyertyát (1980)
- Krónikásének 1980-ból (1980)
- Ballagó évszakok (1989)
- Hívj és vezess (1990)
- Gyermek születik (1992)
- Daloló vizek (1995)
- Krónikásének a szeretetről (1998)
- Bendegúz (1998)
- Magyarok fénye (1999)
- Osszam szét köztetek (2008)

## Díjai
- Arany Fesztiváldíj (1973)
- Népművészet Ifjú Mestere díj (1974)
- Az év előadóművésze (1980)
- Liszt Ferenc-díj (1987)
- Béres Ferenc-emlékplakett (1999)
- Kazinczy-díj (2001)
- A Magyar Köztársasági Érdemrend kiskeresztje (1993)
- Bartók Béla emlékdíj (2001)
- Cserhát Művész Kör „Örökös tagja” kitüntetés (2009)
- Magyar Kultúra Lovagja (2009)Falvak Kultúrája Alapítvány
- Cserhát József Művészeti Díj arany fokozata (2010)
- Életmű-díj 45 éves munkássága elismeréséül – Cserhát Művész Kör (2013)
- Cserhát Emlékérem (2014, Cserhát Művész Kör)
- Érdemes művész (2016)
- Tőkés László-díj (2018)
- Szeleczky Zita-díj (2019)[6]